# ミラグロス・セケラ
ミラグロス・セケラ・フス（Milagros Sequera Huss, 1980年9月30日 - ）は、ベネズエラ・ヤラクイ州サン・フェリペ出身の女子プロテニス選手。2007年5月にモロッコ・フェズ大会のシングルスで初優勝を果たし、当地の女子テニス選手として初めて、WTAツアー大会のシングルス・タイトルを獲得した選手である。WTAツアーでシングルス1勝、ダブルス3勝を挙げた。自己最高ランキングはシングルス48位、ダブルス29位。右利き、バックハンド・ストロークは両手打ち。

## 来歴
セケラは1998年から女子テニス国別対抗戦・フェドカップのベネズエラ代表選手になり、1999年1月1日にプロ入りした。同年の全米オープンで4大大会の予選会に初挑戦したが、彼女は長い間予選敗退の壁にぶつかり、なかなか本戦出場に手が届かなかった。（予選会は、3試合を勝ち抜かないと本戦出場権を得られない。）2000年のシドニー五輪で、セケラはオリンピックのベネズエラ代表選手に選ばれ、マリア・ベントとの女子ダブルスでベスト8入りを果たした。セケラとベントは、準々決勝でベルギー代表のドミニク・ファン・ルースト&エルス・カレンズ組に 6-4, 5-7, 4-6 の逆転で敗れている。ようやく2002年全仏オープンで、セケラは初めて4大大会の予選会を通過し、本戦1回戦でパティ・シュナイダー（スイス）に挑戦した。2004年にダブルスで年間3勝を挙げる。
2006年10月、セケラは世界ランキングを98位に上げ、初めての世界ランキングトップ100入りを果たす。そして2007年に入ると、彼女は全豪オープンで初めて1回戦を突破し、ニコル・バイディソバとの2回戦に進んだ。5月、モロッコ・フェズ大会のシングルス決勝戦で、セケラはアレクサンドラ・ウォズニアク（カナダ）を 6-1, 6-3 で破り、ベネズエラの女子テニス選手として史上初のWTAツアー大会シングルス優勝を飾った。この快挙の後、セケラは全仏オープンでも初めての2回戦に進む。そしてウィンブルドンでは、彼女自身の4大大会自己最高成績となる3回戦進出を果たした。全仏オープンとウィンブルドンで、セケラはセリーナ・ウィリアムズに2連敗を喫している。
セケラは2008年北京五輪で2度目の五輪出場を果した。シングルス1回戦でアリョーナ・ボンダレンコ（ウクライナ）と対戦し 6-3, 1-0,とリードしながら途中棄権した。9月のジャパン・オープン・テニス選手権の予選1回戦で張凱貞（台湾）に敗れた試合が最後の試合出場になった。
セケラは2009年12月29日にオーストラリアのテニス選手であるステファン・フースと結婚した。2011年に第1子の長女が誕生している。
なお、セケラの生年月日（1980年9月30日）は、女子テニスの元世界ランキング1位だったマルチナ・ヒンギスと全く同じ日にあたる。

## WTAツアー決勝進出結果

### シングルス: 2回 (1勝1敗)
| 大会グレード         |
| -------------------- |
| グランドスラム (0–0) |
| ティア I (0–0)       |
| ティア II (0–0)      |
| ティア III (0–1)     |
| ティア IV & V (1–0)  |

| 結果   | No. | 決勝日         | 大会           | サーフェス    | 対戦相手                     | スコア       |
| ------ | --- | -------------- | -------------- | ------------- | ---------------------------- | ------------ |
| 準優勝 | 1.  | 2003年10月27日 | ケベックシティ | ハード (室内) | マリア・シャラポワ           | 2–6 途中棄権 |
| 優勝   | 1.  | 2007年5月21日  | フェズ         | クレー        | アレクサンドラ・ウォズニアク | 6–1, 6–3     |

### ダブルス: 4回 (3勝1敗)
| 結果   | No. | 決勝日        | 大会               | サーフェス | パートナー     | 対戦相手                                      | スコア        |
| ------ | --- | ------------- | ------------------ | ---------- | -------------- | --------------------------------------------- | ------------- |
| 優勝   | 1.  | 2004年3月7日  | アカプルコ         | クレー     | リサ・マクシア | オルガ・ブラホトバ ガブリエラ・ナブラチロバ   | 2-6, 7-6, 6-4 |
| 優勝   | 2.  | 2004年5月23日 | ストラスブール     | クレー     | リサ・マクシア | ティナ・クリザン カタリナ・スレボトニク       | 6-4, 6–1      |
| 準優勝 | 1.  | 2004年6月13日 | バーミンガム       | 芝         | リサ・マクシア | マリア・シャラポワ マリア・キリレンコ         | 2–6, 1–6      |
| 優勝   | 3.  | 2004年6月20日 | スヘルトーヘンボス | 芝         | リサ・マクシア | エレナ・コスタニッチ クローディーヌ・ショール | 7-6(3), 6–3   |

## 4大大会シングルス成績
略語の説明
| W | F | SF | QF | #R | RR | Q# | LQ | A | Z# | PO | G | S | B | NMS | P | NH |

W=優勝, F=準優勝, SF=ベスト4, QF=ベスト8, #R=#回戦敗退, RR=ラウンドロビン敗退, Q#=予選#回戦敗退, LQ=予選敗退, A=大会不参加, Z#=デビスカップ/BJKカップ地域ゾーン, PO=デビスカップ/BJKカッププレーオフ, G=オリンピック金メダル, S=オリンピック銀メダル, B=オリンピック銅メダル, NMS=マスターズシリーズから降格, P=開催延期, NH=開催なし.
| 大会           | 1999 | 2000 | 2001 | 2002 | 2003 | 2004 | 2005 | 2006 | 2007 | 2008 | 通算成績 |
| -------------- | ---- | ---- | ---- | ---- | ---- | ---- | ---- | ---- | ---- | ---- | -------- |
| 全豪オープン   | A    | A    | LQ   | A    | LQ   | 1R   | LQ   | LQ   | 2R   | A    | 1–2      |
| 全仏オープン   | A    | LQ   | A    | 1R   | LQ   | 1R   | LQ   | LQ   | 2R   | 2R   | 2–4      |
| ウィンブルドン | A    | LQ   | LQ   | LQ   | 1R   | 2R   | 1R   | A    | 3R   | 1R   | 3–5      |
| 全米オープン   | LQ   | LQ   | LQ   | LQ   | 2R   | 1R   | LQ   | 1R   | A    | A    | 1–3      |